# Cerkiew Świętej Trójcy w Szczecinku
Cerkiew pod wezwaniem Świętej Trójcy – prawosławna cerkiew parafialna w Szczecinku. Należy do dekanatu Koszalin diecezji wrocławsko-szczecińskiej Polskiego Autokefalicznego Kościoła Prawosławnego.
Mieści się przy ulicy Szkolnej 6. Jest to dawna synagoga, wybudowana w 1824. Przetrwała wojnę z racji peryferyjnego położenia i niepozornego wyglądu, adaptowana dla potrzeb liturgii prawosławnej w 1952. Według innego źródła, cerkiew Świętej Trójcy to dawny kościół ewangelicki; źródło to podaje ten sam rok budowy obiektu.
Budynek murowany, kryty dachówką, usytuowany bokiem do ulicy. Elewacja pozbawiona dekoracji, okna półkoliste, wejście z boku. Wewnątrz znajduje się współczesny ikonostas.
Cerkiew została wpisana do rejestru zabytków 19 marca 1984 pod nr 435.